# ヴァルドロワール (競走馬)
ヴァルドロワール (Val de Loir) はフランスの競走馬及び種牡馬である。競走馬としては1962年にフランスのダービーにあたるジョッケクルブ賞に優勝したものの、その後伸び悩み、翌年はジョッケクルブ賞で破っていたエクスビュリ(Exbury)に及ばなかった。
種牡馬として活動し、1973年から3年連続でフランスリーディングサイアーに輝いた。また、母の父としても優秀であり、1981年にはシャーガー(Shergar)の活躍により、英愛チャンピオンブルードメアサイアーにも輝いた。

## 経歴

### 出自
父Vieux Manoirは凱旋門賞馬ブラントームの産駒であり、パリ大賞に優勝した。また、種牡馬として成功し、ヴァルドロワールが種付けされた1958年には仏リーディングサイアーに輝いている。
母Valiは5号族の出身で近親にはヌレイエフ(Nureyev)やサドラーズウェルズ(Sadler's Wells)に繋がるRough Shodがおり、1勝馬であったが2着が6回あり連対率は5割に達していた。繁殖牝馬としては、ヴァルドロワールの半妹に1966年オークスの及びアイリッシュ1000ギニー優勝馬Valorisを産むことになる。母の父Sunny Boyはフランスで発展したテディ系の種牡馬であり、近親にはブランドフォード産駒の三冠馬バーラムがいる。1954年には産駒の凱旋門賞馬Sica Boyやオークス馬Sun Capの活躍で仏リーディングサイアーに輝いていた。
馬名のVal de Loirとはロワール渓谷を意味し、歴史上の重要都市が点在し数々の名城が現存していることから「フランスの庭園」と呼ばれ、主要部分がユネスコの世界遺産に登録されている。

### 競走馬時代
2歳時の1961年はドラン賞(1100m)とビリアーズ賞(1300m)に勝ち、5戦2勝の成績であった。3歳になると、中距離路線を歩み、ノアイユ賞(2200m)、オカール賞(2400m)を連勝してジョッケクルブ賞(2400m)に挑んだ。ジョッケクルブ賞には、後のアイリッシュダービー馬タンバリン(Tambourine)、ソルティコフ(Soltikoff)、父Vieux Manoirの孫エクスビュリらが出走していたが、それらを破り優勝した。その後、渡英してキングジョージ6世&クイーンエリザベスステークスに挑んだが、同じくフランスから遠征した4歳馬マッチ(Match)の4着に敗れた。
秋には凱旋門賞を目標として、ステップレースのプランス・ドランジュ賞に出走したがKistineの3着に敗れ、本番の凱旋門賞でもジョッケクルブ賞で破っていたソルティコフの3着に敗れた。4歳時の1963年も現役を続け、春はガネー賞(2100m)、サンクルー大賞(2400m)ともにこの年の凱旋門賞馬エクスビュリの2着に敗れ、8月にドーヴィル大賞(2600m)に勝った。

### 種牡馬時代
ヴァルドロワールは、競走馬引退後、ノルマンディー、サン・クリストフ・ル・ジャジョレのサッシー牧場で種牡馬入りした。産駒はクラシックレースに強く、ジョッケクルブ賞、パリ大賞、オークスなどの優勝馬を輩出して、ヴァルドロワールは1973年から1975年まで3年連続で仏リーディングサイアーに輝いた。母の父としてもクラシックホースを輩出しており、シャーガーが活躍した1981年には英愛チャンピオンブルードメアサイアーに輝いている。

## おもな産駒
- La Lagune (FR, 1965, 鹿毛) - 1968年 オークス
- Chaparral (FR, 1966, 鹿毛)  - 1969年 パリ大賞
- Beaugency (FR, 1966, 鹿毛) - 1970年 ミラノ大賞
- Tennyson (FR, 1970, 鹿毛) - 1973年 パリ大賞
- Comtesse de Loir (FR, 1971, 鹿毛) - 1974年 サンタラリ賞
- Val de l'Orne (FR, 1972, 鹿毛) - 1975年 ジョッケクルブ賞、ペイザバトラーの父
- Lagunette (FR, 1973, 鹿毛) - 1976年 愛オークス、ヴェルメイユ賞

母の父として
- Green Dancer (1972, Nijinsky) - 1975年 プール・デッセ・デ・プーラン、1991年仏リーディングサイアー
- Dancing Maid (FR, 1975, 鹿毛, Lyphard) - 1978年 プール・デッセ・デ・プーリッシュ
- Shergar (1978, Great Nephew) - 1981年 英ダービー、愛ダービー、キングジョージ6世&クイーンエリザベスステークス
- Vayrann (IRE,1978,黒鹿毛, Brigadier Gerard) - 1981年 チャンピオンステークス
- Hostage (USA, 1979, 鹿毛, Nijinsky) - 1982年 アーカンソーダービー
- Sun Princess (1980) - 1983年 英オークス、セントレジャーステークス
- Yashgan (GB, 1981, 黒鹿毛, Hot Grove) - 1985年 オークツリー招待ステークス
- Magnificent Star (USA ,1988, 鹿毛, Silver Hawk) - 1991年 ヨークシャーオークス
- Saddlers' Hall (IRE, 1988, 鹿毛, Sadler's Wells) - 1992年 コロネーションカップ

## 血統表
| ヴァルドロワールの血統    | ヴァルドロワールの血統         | ヴァルドロワールの血統   | （血統表の出典）         | （血統表の出典） |
| 父系                      | ブラントーム系                 | ブラントーム系           | ブラントーム系           |                  |
| 父 Vieux Manoir 鹿毛 1947 | 父の父Brantome 1931 鹿毛       | Blandford                | Swynford                 | Swynford         |
| 父 Vieux Manoir 鹿毛 1947 | 父の父Brantome 1931 鹿毛       | Blandford                | Blanche                  |                  |
| 父 Vieux Manoir 鹿毛 1947 | 父の父Brantome 1931 鹿毛       | Vitamine                 | Clarissimus              | Clarissimus      |
| 父 Vieux Manoir 鹿毛 1947 | 父の父Brantome 1931 鹿毛       | Vitamine                 | Viridiflora              |                  |
| 父 Vieux Manoir 鹿毛 1947 | 父の母Vieille Maison 1936 鹿毛 | Finglas                  | Bruleur                  | Bruleur          |
| 父 Vieux Manoir 鹿毛 1947 | 父の母Vieille Maison 1936 鹿毛 | Finglas                  | Fair Simone              |                  |
| 父 Vieux Manoir 鹿毛 1947 | 父の母Vieille Maison 1936 鹿毛 | Vieille Canaille         | Zionist                  | Zionist          |
| 父 Vieux Manoir 鹿毛 1947 | 父の母Vieille Maison 1936 鹿毛 | Vieille Canaille         | Ficelle                  |                  |
| 母 Vali 1954 黒鹿毛       | 母の父Sunny Boy 1944 鹿毛      | Jock                     | Asterus                  | Asterus          |
| 母 Vali 1954 黒鹿毛       | 母の父Sunny Boy 1944 鹿毛      | Jock                     | Naic                     |                  |
| 母 Vali 1954 黒鹿毛       | 母の父Sunny Boy 1944 鹿毛      | Fille de Soleil          | Solario                  | Solario          |
| 母 Vali 1954 黒鹿毛       | 母の父Sunny Boy 1944 鹿毛      | Fille de Soleil          | Fille de Salut           |                  |
| 母 Vali 1954 黒鹿毛       | 母の母Her Slipper 1936 鹿毛    | Tetratema                | The Tetrarch             | The Tetrarch     |
| 母 Vali 1954 黒鹿毛       | 母の母Her Slipper 1936 鹿毛    | Tetratema                | Scotch Gift              |                  |
| 母 Vali 1954 黒鹿毛       | 母の母Her Slipper 1936 鹿毛    | Carpet Slipper           | Phalaris                 | Phalaris         |
| 母 Vali 1954 黒鹿毛       | 母の母Her Slipper 1936 鹿毛    | Carpet Slipper           | Simon's Shoes            |                  |
| 母系(F-No.)               | (FN:5-h)                       | (FN:5-h)                 | (FN:5-h)                 | [ § 2 ]          |
| 5代内の近親交配           | Gainsborough M5×M5=6.25%       | Gainsborough M5×M5=6.25% | Gainsborough M5×M5=6.25% | [ § 3 ]          |
| 出典                      | 1. 2. 3.                       | 1. 2. 3.                 | 1. 2. 3.                 | 1. 2. 3.         |